# Partenariat pour une transition énergétique juste
Un Partenariat pour une transition énergétique juste (Just Energy Transition Partnership, JETP) est un mécanisme de coopération financière visant à aider une économie émergente fortement dépendante des énergies fossiles à réaliser une transition énergétique juste, vers un modèle plus soutenable. Ces partenariats prévoient que des pays développés apportent des financements à des pays en développement en échange d'engagements précis sur leur mix énergétique.

## Mises en œuvre

### Afrique du Sud
Le Plan d'investissement pour une transition énergétique juste en Afrique du Sud (South Africa Just Energy Transition Investment Plan, JET-IP) est un accord visant à aider l'Afrique du Sud à décarboner son économie, conclu lors de la COP26 en 2021. Ce partenariat pour une transition énergétique juste (JETP) rassemble l'Afrique du Sud, bénéficiaire, et la France, l'Allemagne, le Royaume-Uni, les États-Unis et l'Union européenne. Il doit aider l'Afrique du Sud à atteindre les objectifs fixés dans sa contribution déterminée au niveau national à l'Accord de Paris et à éviter des émissions de 1 à 1,5 gigatonne de gaz à effet de serre. Pour ce faire, les partenaires ont annoncé une enveloppe totale de 8,5 milliards de dollars (8,3 milliards d’euros, dont 1 milliard d'euros apporté par la France), déployée entre 2021 et 2026.
Le JETP sud-africain a servi de modèle à un accord similaire ultérieur sur l'énergie au charbon en Indonésie, connu sous le nom de Partenariat indonésien pour une transition énergétique juste.
A côté du JETP, il existe deux autres accords internationaux visant à accélérer le retrait des centrales à charbon en Afrique du Sud :
- Le Projet de transition énergétique juste d'Eskom (Eskom Just Energy Transition Project), un projet de 497 millions de dollars visant à aider Eskom, le service public sud-africain, à démanteler la centrale électrique de Komati. Il a été financé par la Banque mondiale.
- Le Plan d'investissement pour l'accélération de la transition vers le charbon du Fonds d'investissement climatique (Climate Investment Funds Accelerating Coal Transition Investment Plan), qui combine des milliards de dollars de la Banque mondiale, de la Société financière internationale et de la Banque africaine de développement pour financer le démantèlement et la réaffectation des centrales au charbon de Mpumalanga, la province où se trouve la majeure partie de la capacité de production de charbon de l'Afrique du Sud, ainsi que le remplacement de sa capacité électrique.

### Indonésie
Le Partenariat indonésien pour une transition énergétique juste est un accord de 20 milliards de dollars visant à décarboner l'économie indonésienne alimentée par le charbon, lancé le 15 novembre 2022 lors du sommet du G20.
Ce partenariat pour une transition énergétique juste fait suite au premier accord de ce type, le JET-IP sud-africain, annoncé en 2021 en tant que partenariat avec l'Allemagne, la France, le Royaume-Uni et les États-Unis. L'accord avec l'Indonésie implique tous les pays du G7 en tant que partenaires, dont le Canada, l'Italie et le Japon. Il inclut également le Danemark et la Norvège.
Le JETP vise à élaborer un plan d'investissement complet (le Plan d'investissement et de politique du JETP) pour atteindre les objectifs de décarbonisation de l'Indonésie. Dans le cadre du JETP, l'Indonésie vise à atteindre zéro émission nette de gaz à effet de serre provenant de la production d'électricité d'ici 2050, en avançant son objectif d'une décennie, et à atteindre un pic de ces émissions d'ici 2030.
Fin 2023, des critiques émanaient du gouvernement indonésien lui-même, mais aussi d'ONG environnementales.

### Vietnam
Un JETP a été annoncé en 2022,.

### Sénégal
Le 22 juin 2023, à l’occasion du Sommet pour un nouveau pacte financier, le Sénégal et ses partenaires internationaux - Allemagne, France, Union européenne, Royaume-Uni et Canada - ont annoncé le lancement d'un nouveau JETP.
Il a pour but d'accélérer le déploiement des énergies renouvelables au Sénégal afin de porter la part des énergies renouvelables en capacité installée à 40% du mix électrique d’ici à 2030.
Pour cela, les partenaires internationaux se sont engagés à mobiliser 2,5 milliards d’euros pour une période initiale de 3 à 5 ans, à partir de 2023.
Ce JETP a été conclu alors que le pays se lance dans la production de gaz et de pétrole après la découverte d'importants gisements ces dernières années. Il se distingue donc des JETP précédents, lesquels étaient convenus avec des pays plus dépendants du charbon et à l'empreinte carbone plus importante.

## Portée et limites des JETP
Les dirigeants des pays les plus développés présentent les JETP comme un outil crucial de l'action internationale pour le climat. Ainsi, à l'occasion de la conclusion du JETP en faveur du Vietnam le 14 décembre 2022, Rishi Sunak déclarait que "le modèle JETP change la donne dans la lutte contre le changement climatique - en utilisant l’aide internationale pour débloquer des milliards de dollars de financement privé". Justin Trudeau abondait : "Les Partenariats pour une transition énergétique juste sont un modèle de comment les contributeurs peuvent collaborer avec des partenaires comme le Vietnam pour prendre des mesures en faveur de sources d’énergie plus propres". Et le secrétaire général des Nations-Unies, António Guterres, présentait les JETP comme "un outil crucial pour débloquer les réductions d’émissions dont notre monde a besoin dans les années 2020. Il faut mobiliser tous nos efforts pour réaliser une transition énergétique qui soit mondiale, durable, juste, inclusive et équitable. Les Nations unies sont prêtes à continuer à soutenir ces partenariats et tous les autres efforts de coopération".

La France est particulièrement favorable à ces partenariats. En décembre 2023, Emmanuel Macron a déclaré à la COP28 de Dubaï :
Les pays les plus riches doivent aussi aider les émergents à sortir du charbon. Depuis la COP 26 de Glasgow, le G7 a engagé près de 50 milliards de dollars dans des partenariats de transition énergétique juste, nos fameux JETP. On l'a fait avec l'Indonésie, le Vietnam, l'Afrique du Sud, ce sont de bonnes méthodes. Il faut les poursuivre et les généraliser pour partout, aider à sortir du charbon.
Des organisations non gouvernementales défendent elles aussi le bien-fondé de tels partenariats. Arnaud Gilles, responsable de la diplomation environnementale au WWF France, a souligné que les JETP "permettent d'embarquer des pays qui auraient pu être réticents à s'engager dans la lutte contre le réchauffement".
Mais les observateurs relèvent tout de même des limites à ces partenariats :
- Les engagements financiers peuvent mettre du temps à se concrétiser, lorsque les fonds ne sont pas effectivement versés.
- Les montants prévus peuvent être nettement insuffisants pour répondre aux besoins réels. En Afrique du Sud, on estime qu'il faudrait au bas mot 50 milliards de dollars, là où le JETP en prévoit seulement 8,5 milliards[12].
- Derrière les montants annoncés, il faut étudier la composition des financements : ce ne sont pas forcément des dons, mais aussi des prêts (soit aux taux du marché, soit à des taux préférentiels).
- La réalisation des engagements de transition énergétique dans le pays bénéficiaire peut tarder. Soit par manque de moyens, soit parce que ces décisions sont impopulaires et se heurtent aux résistances des industriels et des travailleurs. Par exemple, en Afrique du Sud le syndicat de l'entreprise Eskom a appelé à suspendre le JETP afin de mieux réfléchir à ses conséquences sur l'emploi local. Il pourrait causer la destruction de 51 000 emplois[13],[14]